# Łućk

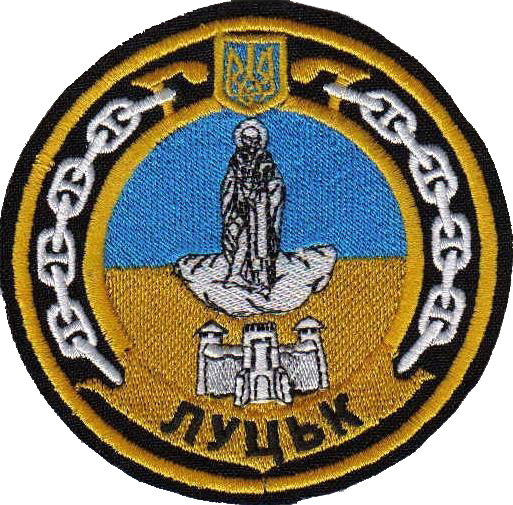

Łućk (U205) (ukr. Луцьк) – współczesna ukraińska korweta zwalczania okrętów podwodnych projektu 1124MU (typu Albatros, oznaczenie NATO Grisha V). W marcu 2014 r. została zagarnięta przez siły rosyjskie podczas aneksji Krymu.

## Budowa
"Łućk" był jednym z ostatnich zbudowanych okrętów z długiej serii korwet zwalczania okrętów podwodnych radzieckiego projektu 1124 i jego wariantów. Stępkę pod jego budowę położono 26 grudnia 1992 roku (już po rozpadzie ZSRR), w śródlądowej stoczni Łeninśka kuznia ("Kuźnia Leninowska") w Kijowie, która była jednym z zakładów budujących okręty tego typu. Budowę prowadzono dla marynarki wojennej Ukrainy, przy tym trwała ona nadzwyczaj szybko jak na realia państw poradzieckich i kadłub wodowano już 22 maja 1993 roku (budowa bliźniaczej korwety "Ternopil", rozpoczęta wcześniej, trwała wielokrotnie dłużej). Korweta otrzymała nazwę od miasta Łucka. 
W dniach 14-16 listopada 1993 r. okręt przeholowano Dnieprem z Kijowa do Mikołajowa, a 21 listopada 1993 r. o własnych siłach przeszedł do Sewastopola. 30 grudnia 1993 r., po próbach odbiorczych, "Łućk" został przyjęty do służby w marynarce Ukrainy.

## Służba
12 lutego 1994 r. na "Łućku" podniesiono w Sewastopolu banderę ukraińską. Okręt brał następnie udział m.in. w międzynarodowych ćwiczeniach i operacjach i był przez dłuższy czas  najnowszą i najintensywniej wykorzystywaną jednostką floty ukraińskiej. Nosił początkowo numer burtowy 400, od lipca 1994: U200, a od 2007 roku: U205. Wchodził w skład 5. Samodzielnego Dywizjonu Okrętów. Bazował w Zatoce Strzeleckiej w Sewastopolu, a od jesieni 2004 w krymskiej bazie marynarki wojennej na jeziorze Donuzław.
Główne wydarzenia służby w latach 1994-2000:
- lipiec 1994 — międzynarodowe ćwiczenia Breeze-94 (Bułgaria)[4],
- sierpień 1995 — międzynarodowe ćwiczenia Breeze-95 (Bułgaria) (okręt-gospodarz podczas wizyty w Odessie włoskiego niszczyciela "Francesco Mimbellli")[4],
- sierpień 1996 — ćwiczenia Morze-96[4],
- styczeń 1997 — pierwsze odpalenie rakiet w historii floty ukraińskiej (Osa-MA)[4],
- kwiecień 1997 — wspólne manewry z rosyjską Flotą Czarnomorską[4],
- lipiec 1997 — międzynarodowe ćwiczenia Cooperative Partner-97 (Bułgaria)[4],
- sierpień 1997 — międzynarodowe ćwiczenia Sea Breeze-97 (jezioro Donuzław)[4],
- listopad 1997 — wspólne manewry z rosyjską Flotą Czarnomorską[4],
- kwiecień 1998 — wspólne manewry z rosyjską Flotą Czarnomorską[4],
- czerwiec 1998 — międzynarodowe ćwiczenia Cooperative Partner-98 (Rumunia)[4],
- listopad 1998 — międzynarodowe ćwiczenia Sea Breeze-98 (Odessa)[4],
- kwiecień 1999 —  manewry floty[4],
- sierpień 1999 — międzynarodowe manewry Farwater Mira—99[4],
- wrzesień 1999 — ćwiczenia Duel-99[4],
- kwiecień 2000 — manewry floty[4],
- 19-30 czerwca 2000 — międzynarodowe ćwiczenia Cooperative Partner-2000 (Odessa)[4],
- 14-28 lipca 2000 — międzynarodowe ćwiczenia Breeze—2000 (Bułgaria)[4],
- 16-24 września 2000 — międzynarodowe ćwiczenia Black Sea Partner—2000 (Turcja)[4],
- remont w Mikołajowie[4].

W 2003 roku "Łućk" brał ponownie udział w międzynarodowych ćwiczeniach Cooperative Partner-2003. W okresie od 24 listopada – 11 grudnia 2007 brał udział w operacji NATO Active Endeavour na wodach Morza Śródziemnego.
Podczas kryzysu krymskiego okręt został 5 marca 2014 r. zablokowany w Zatoce Strzeleckiej w Sewastopolu przez okręty rosyjskie, po czym 20 marca 2014 r. został opanowany przez oddziały rosyjskie. Po rozmowach międzypaństwowych, korweta miała być zwrócona Ukrainie, lecz Rosja wstrzymała się z jej wydaniem w związku z kontynuowaniem walk w Donbasie.
Okręt nie był używany przez Rosję; w lutym 2020 roku nadal znajdował się pod kontrolą rosyjską, odstawiony w Sewastopolu.